# Crassula rhodesica
Crassula rhodesica là một loài thực vật có hoa trong họ Crassulaceae. Loài này được (Merxm.) Wickens & M.Bywater miêu tả khoa học đầu tiên năm 1980.